# Darrell Daniels
Darrell Daniels (Pittsburgh, 22 novembre 1994) è un giocatore di football americano statunitense che milita nel ruolo di tight end per i Detroit Lions della National Football League (NFL).

## Carriera

### Indianapolis Colts
Al college Daniels giocò a football con i Washington Huskies dal 2013 al 2016. Dopo non essere stato scelto nel Draft NFL 2017 firmò con gli Indianapolis Colts. La prima ricezione in carriera la fece registrare nella vittoria del terzo turno contro i Cleveland Browns.

### Seattle Seahawks
Il 1º settembre 2018, Daniels fu scambiato con i Seattle Seahawks per il wide receiver Marcus Johnson.

### Arizona Cardinals
Il 26 novembre 2018 Daniels firmò con gli Arizona Cardinals.